# استار مجیک
استار مجیک (انگلیسی: Star Magic) شرکت سرگرمی فیلیپینی است، که در سال ۱۹۹۲ تأسیس شد.